# Seebuck

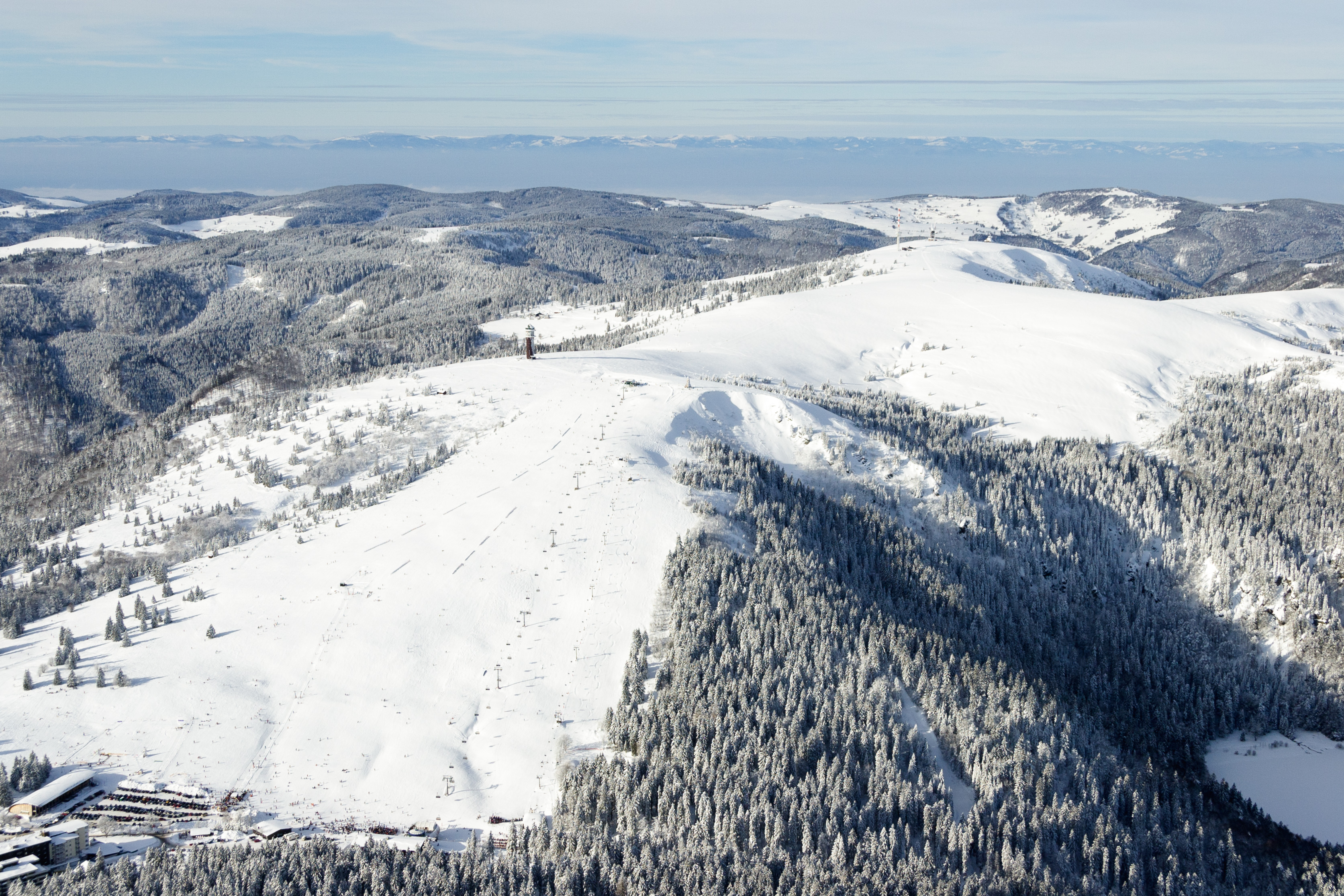
Luftbild von Seebuck und Feldberggipfel (hinten) mit Südosthang beim Feldbergerhof (links) und Feldseekessel (rechts)

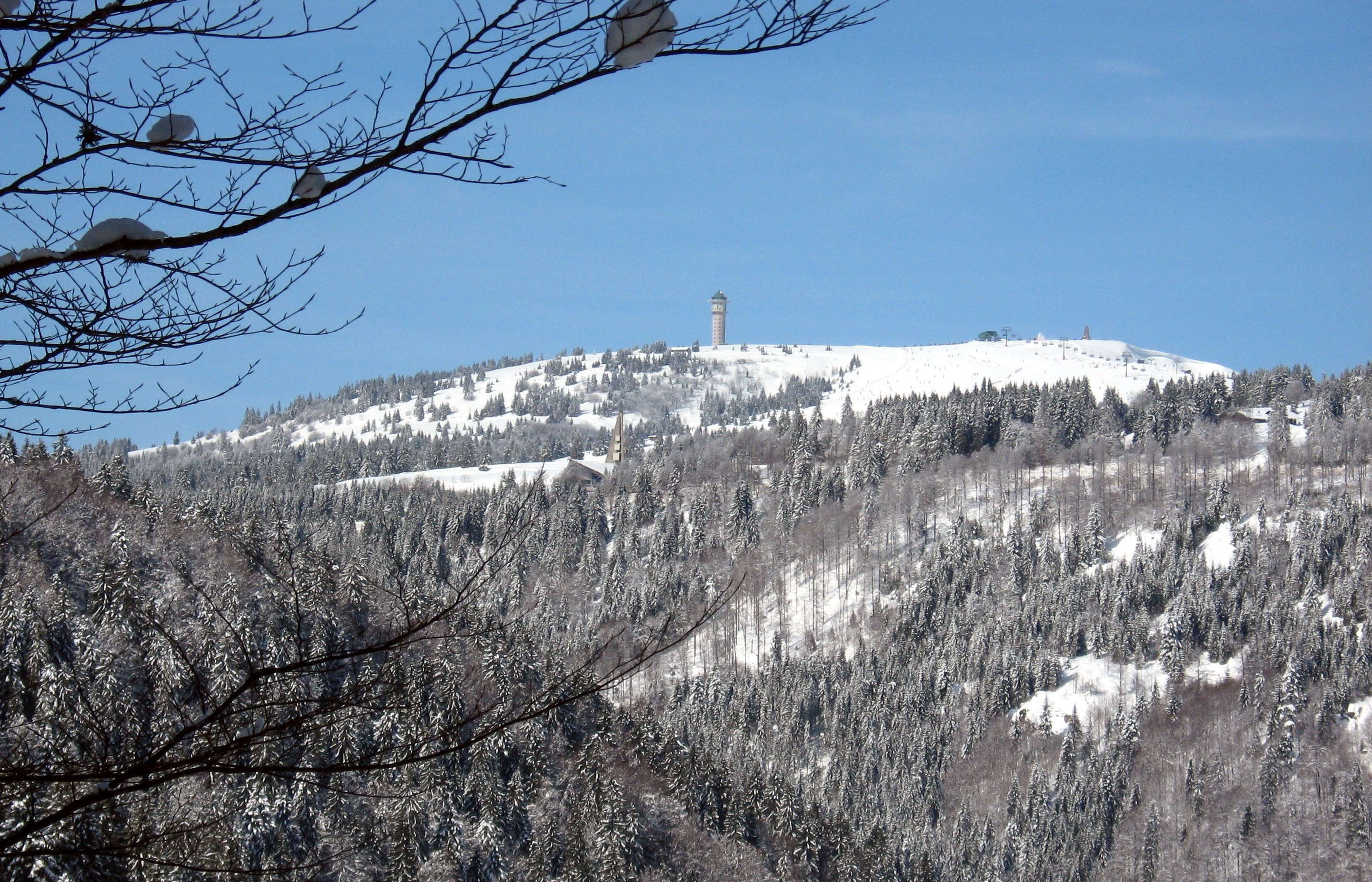
Seebuck von Südosten aus dem Tal der Menzenschwander Alb

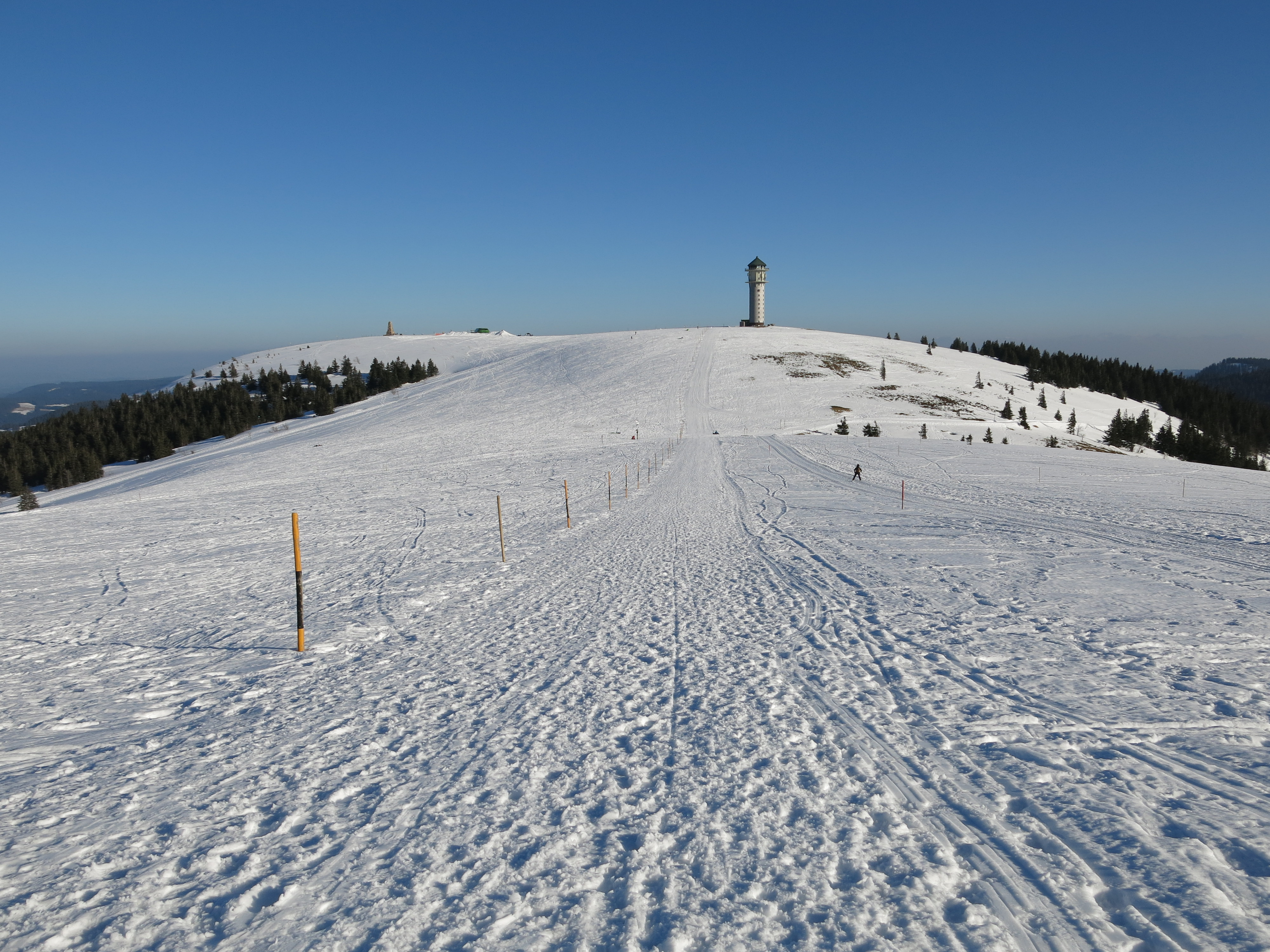
Seebuck von Nordwesten aus dem Grüble

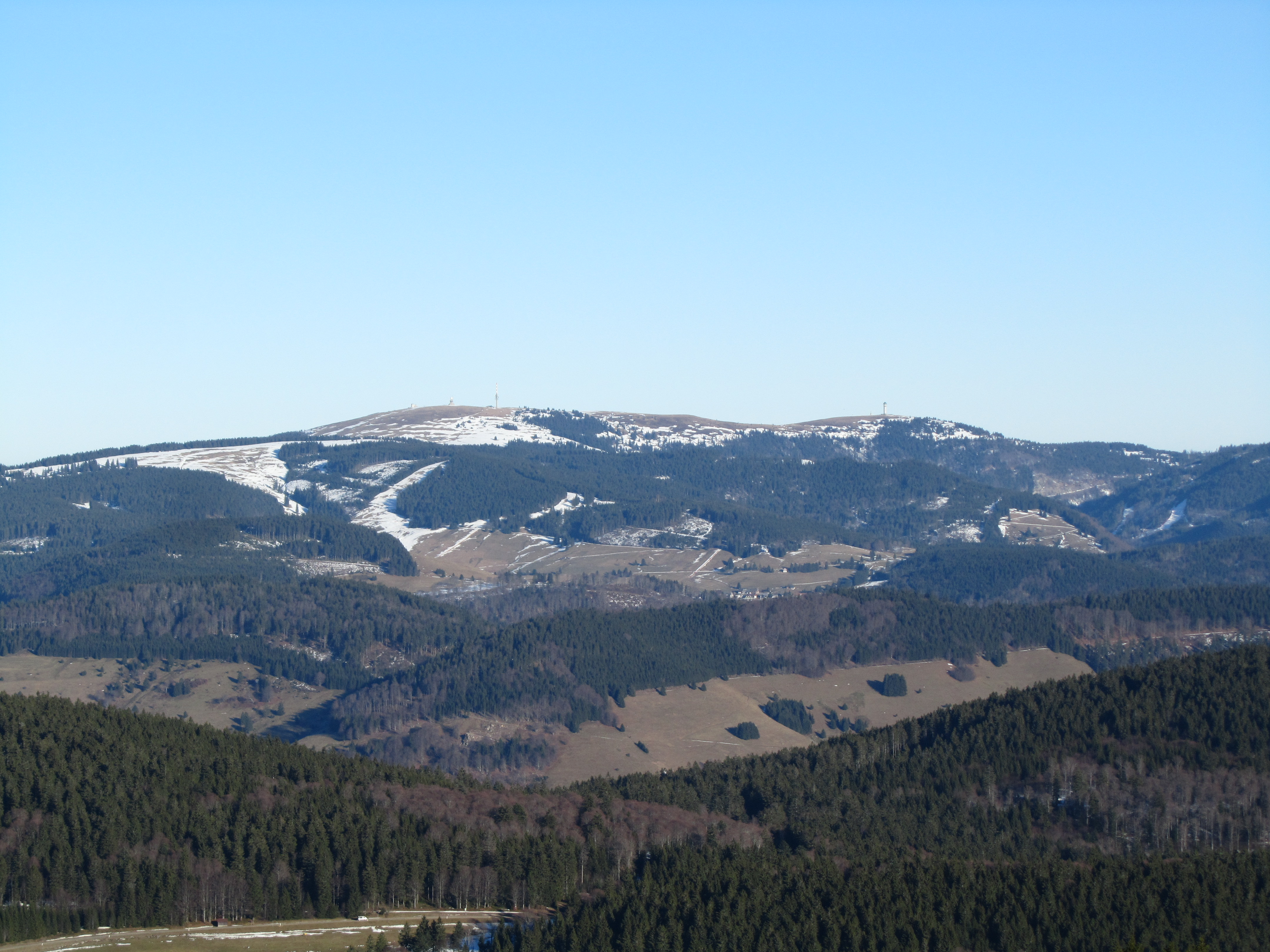
Feldberg gesehen von Westen (Belchen); Feldberggipfel (links) und Seebuck (rechts), dazwischen das Grüble

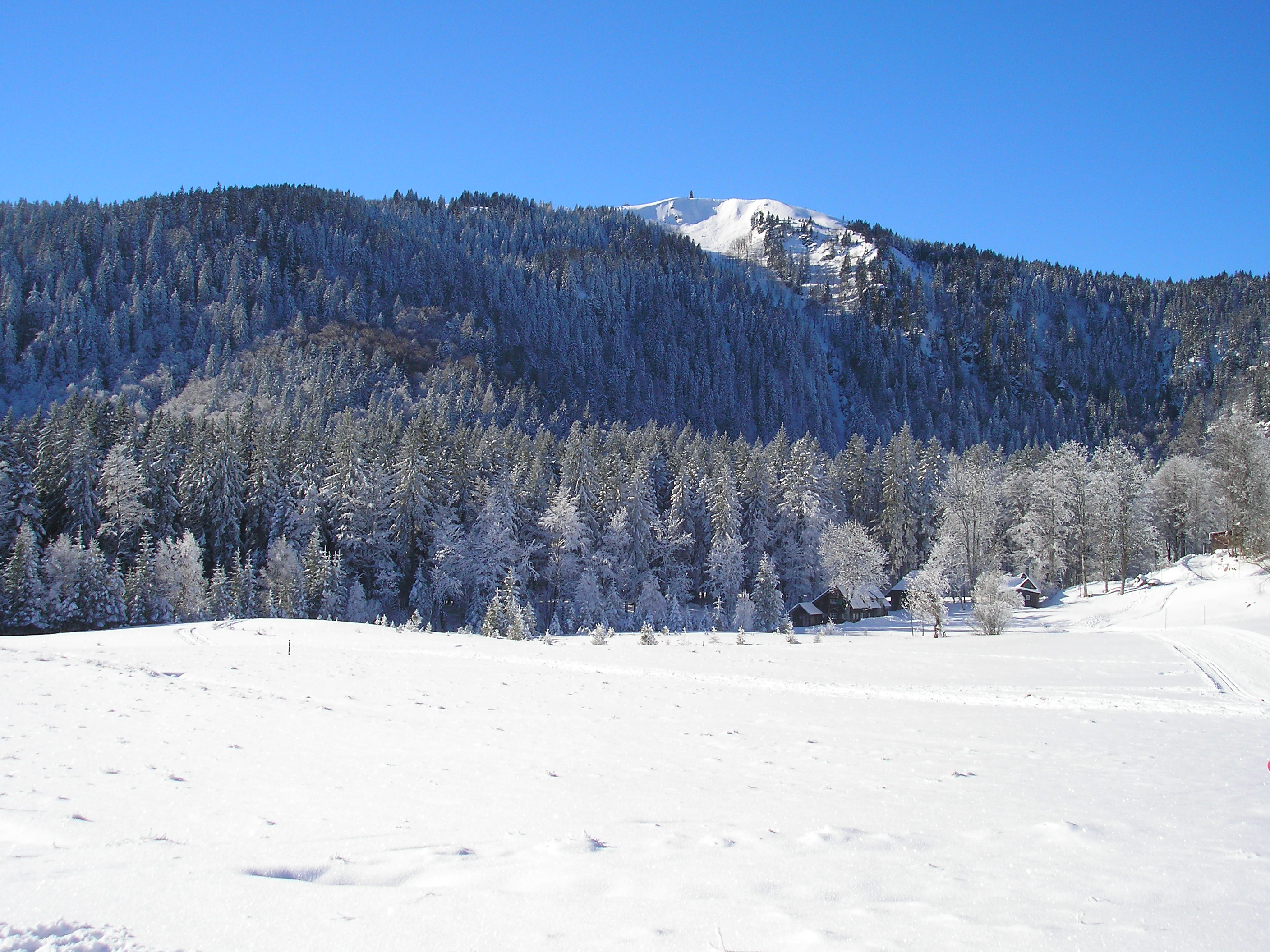
Seebuck von Osten, rechts das Feldseekar

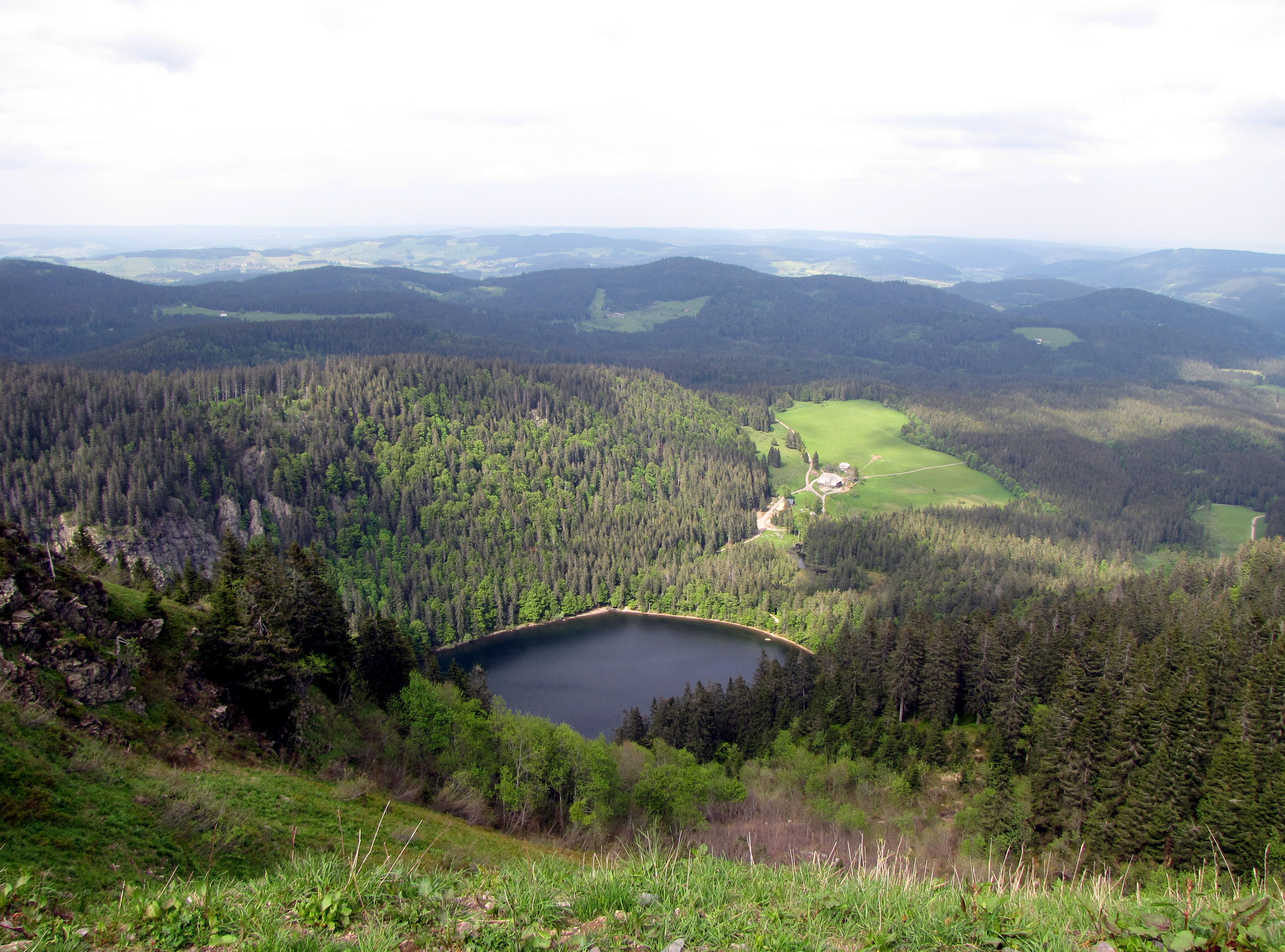
Blick vom Seebuck in den Feldseekessel

Der Seebuck ist eine 1449,3 m ü. NHN hohe Erhebung des Feldbergs und gilt als zweithöchster Gipfel im Schwarzwald. Er liegt in Baden-Württemberg (Deutschland).

## Geographie
Der baumfreie Gipfel des Seebucks befindet sich im Südschwarzwald 1,7 Kilometer südöstlich des Feldberg-Hauptgipfels (auch der Höchste genannt), beide sind durch eine flache Senke (Grüble oder Feldbergsattel) getrennt; die Schartenhöhe beträgt lediglich 29 m.
Die steil abfallende Nordostseite des Seebucks ist Teil der Karwand des Feldseekessels. An ihrem Fuß liegt der Feldsee, der vom Seebach durchflossen wird, der später Gutach und dann Wutach genannt wird. Die durch Beweidung baumfreie Südostseite des Bergs wird als Wintersportgebiet genutzt und gehört nicht zum umgebenden Naturschutzgebiet Feldberg.

## Tourismus

### Feldbergturm
Auf dem Seebuck befindet sich der Feldbergturm, ein ehemaliger Funkturm, der als Aussichtsturm dient und seit 2013 ein Museum für den Schwarzwälder Schinken beherbergt. In den Sommermonaten kann im höchstgelegenen Trauzimmer Baden-Württembergs im 11. Stock des Turms auf über 40 Metern Höhe geheiratet werden.

### Sommer
Der Berg ist ein beliebtes Ziel für Ausflügler. Der Parkplatz am Fuße des Seebucks ist Ausgangspunkt für Wanderungen über die angrenzenden Höhenrücken (Richtung Feldberg, Stübenwasen und Notschrei, Richtung Toter Mann, zum Herzogenhorn oder nach Hinterzarten) oder in die angrenzenden Täler (Menzenschwander Tal, Wiesental, St. Wilhelmer Tal, Zastler Tal). Der an dem Steilhang vom Gipfelbereich zum Feldsee hinabführende Felsenweg ist nur für trittsichere Wanderer mit festem Schuhwerk geeignet, bietet jedoch eine abwechslungsreiche Wegführung und Ausblicke auf den in der Tiefe gelegenen Feldsee. Er ist außerdem Teil der Alpinen Feldbergrunde über das Zastler Loch und den Alpinen Pfad Napf (nicht mehr unterhalten).

### Wintersport
Neben Wanderwegen, Fahrradwegen und Schneeschuhrouten bietet er vielfältige Wintersportmöglichkeiten. Auf dem Seebuck gibt es diverse Skipisten unterschiedlicher Schwierigkeitsgrade für Anfänger und Fortgeschrittene. Fünf Lifte erleichtern den Aufstieg. Im Einzelnen sind dies – vom Parkplatz aus gesehen – von rechts nach links: ein älterer Zweier-Sessellift (am Waldrand am nordöstlichen Ende der Piste), ein moderner Sechser-Sessellift mit Wetterschutz und ein Tellerschlepplift. Seit dem Winter 2005/2006 können Pistenbenutzer über eine hölzerne Skibrücke auf die Pisten südlich der B 317 wechseln, ohne das Wintersportgerät abzuschnallen. Ein weiterer Sechser-Sessellift mit Abdeckhauben, die Zeigerbahn, ermöglicht seit Dezember 2015 eine direkte Liftverbindung zwischen Grafenmatt und Seebuck und ersetzt den Zeigerschlepplift. Bei ausreichender Schneehöhe wird ein Funpark eingerichtet, in welchem vor allem Snowboarder akrobatische Sprünge üben können. Dort fanden von 17. bis 19. März 2006 die Deutschen Snowboard-Meisterschaften statt.
Der moderne Sessellift wird im Sommer mit Kabinen ausgerüstet, die acht Personen fassen. In der Talstation der Bahn befinden sich neben Garagen für Pistenraupen und Motorschlitten, den technischen Einrichtungen und Sanitäranlagen auch Kassen, ein Skiservice und ein Sanitätsraum der Bergwacht Schwarzwald. Unterhalb des alten Fernsehturms unterhält die Bergwacht Freiburg die Bergrettungswache Feldberg-Seebuck. Diese höchste Bergrettungswache Baden-Württembergs ist an Wochenenden und Feiertagen durchgehend besetzt und für den Bergrettungsdienst am Seebuck und im Feldberggebiet zuständig.
Am Fuß des Seebucks, gegenüber dem großen Hotelkomplex Feldberger Hof, befindet sich seit 2006 die „Freestyle-Runde Feldberg“, eine 1,7 km lange Loipe (klassisch und Skating, leicht). Durch die Südflanken des Seebucks verläuft auch die Verbindungsloipe vom Feldberger Hof zur Todtnauer Hütte und zur Stübenwasenspur (Teil des Fernskiwanderwegs Schonach–Belchen, klassisch und Skating, schwer).
Am 9. Dezember 2015 wurde das mit 1300 Metern höchstgelegene Parkhaus Deutschlands mit 1200 Plätzen am Fuße des Seebucks eingeweiht. Der Bau war umstritten; im Jahr 2006 hatte die Bevölkerung der Gemeinde Feldberg in einem Bürgerentscheid dafür gestimmt. Bereits im Jahr 2010 wurde eine knappe halbe Million in Beschneiungsanlagen investiert, im Herbst 2014 erteilte der Feldberger Gemeinderat zudem einen Auftrag über Geländemodelierungsmaßnahmen für 125.000 EUR, um Furchen, Dellen und Kanten von alten Querwegen, Wasserleitungen sowie von alten Dränagen verursachte feuchte Stellen am Seebuck beseitigen zu lassen und das Beschneien sowie das Präparieren der Pisten zukünftig zu erleichtern.
Die Gemeinden Feldberg, St. Blasien und Todtnau als Gesellschafter des Liftverbundes der Feldbergbahnen GmbH haben 2019 einen sogenannten „Masterplan Feldberg 2030“ beschlossen, mit dessen Ausarbeitung u. a. die Sporthochschule Köln beauftragt wurde. Die bisher bekannt gewordenen Maßnahmen dieses Plans zum Ausbau der Ski-Infrastruktur am Feldberg haben Anfang 2023 heftige Kritik seitens des Landesnaturschutzverbands Baden-Württemberg (LNV) und südbadischer Naturschutzvereine ausgelöst, darunter der Badische Landesverein für Naturkunde und Naturschutz (BLNN), der BUND, der NABU, die Naturfreunde und der Schwarzwaldverein der betroffenen Region.
Nachdem sowohl die Saison 2022/23 als auch 2023/24 für den Wintersport im Schwarzwald sehr schlecht verlaufen sind, wurden im Februar 2024 finanzielle Probleme der Feldbergbahnen GmbH bekannt, die einen Teil der Skilifte betreibt. Der Südwestrundfunk berichtete, dass trotz drohender Insolvenz der Liftbetreiber Investitionen in Höhe von 40–50 Millionen Euro in eine neue Seilbahn und einen Wasserspeicher für die künstliche Beschneiung geplant seien. Die Hydrologie-Professorin Carmen de Jong von der Universität Straßburg bezeichnete das Vorhaben als absurd. Das geplante Speicherbecken für 180 Millionen Liter Wasser hinter dem Haus der Natur am Feldberg sei eine völlige Fehlplanung.

## Kultur

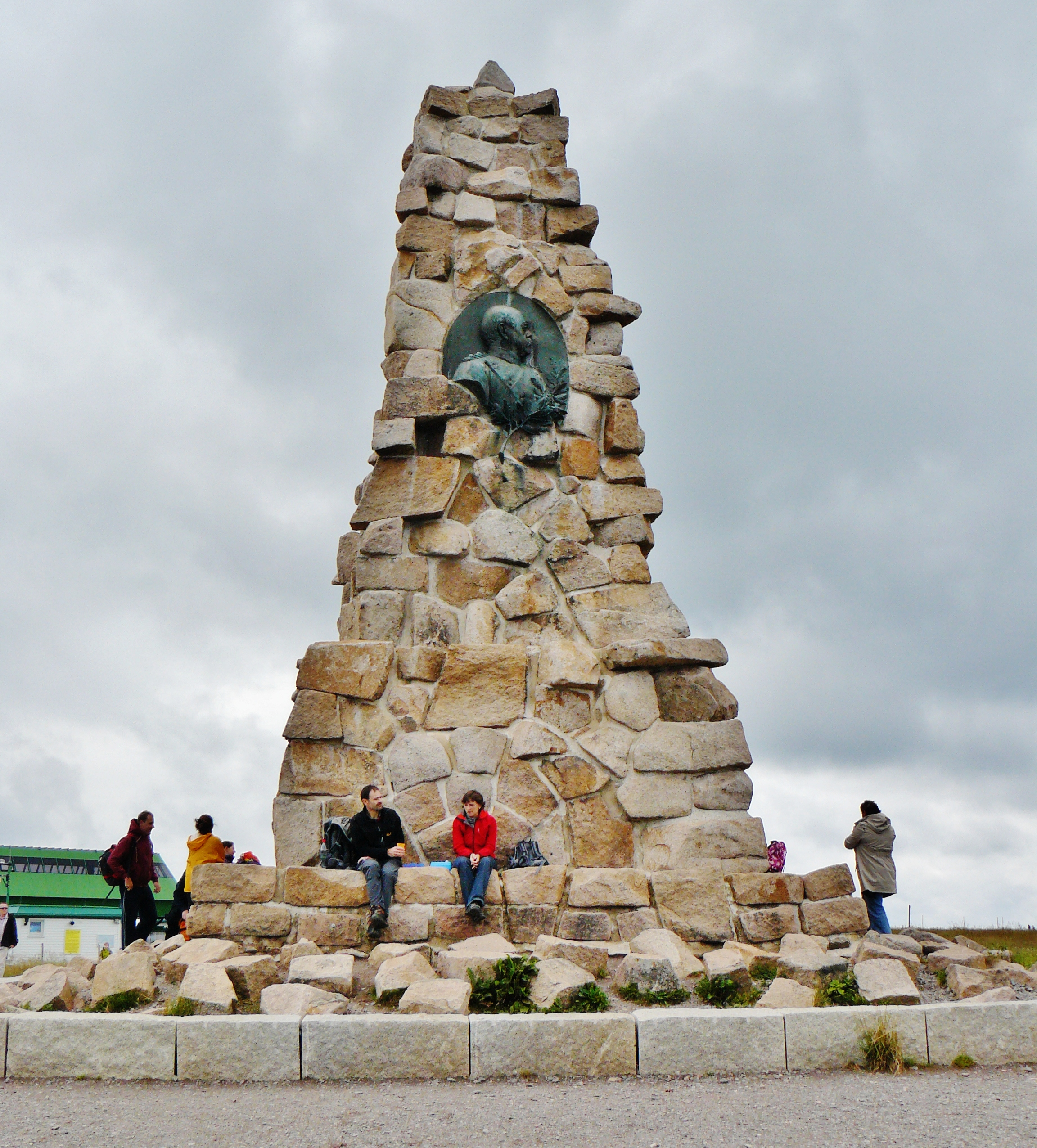
Bismarckdenkmal auf dem Seebuck

### Bismarckdenkmal
Im Gipfelbereich des Seebuck am Rande des Feldseekessels befindet sich ein aus Bruchsteinen errichtetes Bismarckdenkmal mit einem Bildnismedaillon, das zwischen 1895 und 1896 von Fridolin Dietsche geschaffen wurde. Gegossen wurde das Relief von Wilhelm Pelargus in Stuttgart, die erste Skizze stammte vom Karlsruher Professor Karl Gagel (1861–1916). Zur Einweihung am 4. Oktober 1896 sandte das Komitee für die Errichtung des Denkmals Otto von Bismarck ein Telegramm. Seine Antwort wurde in der Freiburger Zeitung abgedruckt:

„Ich bin sehr dankbar für die hohe Ehre, die mir mit der Errichtung des Denkmals gerade auf dem Feldberge erwiesen wird und habe aus früheren Besuchen des schönen badischen Landes die anschauliche Erinnerung des Schwarzwalds.“

Die Feierlichkeiten selbst wurden mit einem Festbankett am Vorabend sowie einem offiziellen Festessen am Tag der Eröffnung zelebriert. Um dem Ansturm an Festgästen zu begegnen, verkehrte auf der Höllentalbahn ein Sonderzug von Freiburg nach Titisee.
Ab September 2009 wurde das Denkmal saniert, nachdem dies zuletzt elf Jahre zuvor geschehen war. Eine weitere Sanierung fand 2024 statt.

### Naturschutzzentrum und Kirche
Am Rande des großen Parkplatzes am Fuß des Seebucks (beim Feldberger Hof) wurde ein Naturschutzzentrum für den Südschwarzwald erbaut, das Haus der Natur. Etwas unterhalb davon befindet sich oberhalb der Bundesstraße die höchstgelegene Kirche Deutschlands: Die katholische Pfarrkirche Verklärung Christi.